# Bell-Bay-Aluminiumhütte
Die Bell-Bay-Aluminiumhütte (Bell Bay Aluminium) befindet sich an der Mündung des Tamar River, 5 km von George Town und 45 km von Launceton in Tasmanien, Australien, entfernt. Diese Aluminiumhütte ist zu 100-Prozent im Eigentum von Rio Tinto Alcan, einer Tochter des weltweit tätigen Bergwerkkonzerns Rio Tinto.
2009 beschäftigte die Bell-Bay-Aluminiumhütte 560 Personen. 2010 wurden 177.239 Tonnen Aluminium produziert.
Die Bell-Bay-Aluminiumhütte war die erste Aluminiumhütte, die in der südlichen Hemisphäre entstand. Sie wurde 1955 als Gemeinschaftsunternehmen der australischen und tasmanischen Regierung gegründet. Im ersten Jahr wurden 1.200 Tonnen Aluminium produziert. 1960 übernahm Comalco Industries Pty Limited diese Aluminiumhütte, die spätere Rio Tonto Alcan. Diese großindustrielle Anlage hatte hohe wirtschaftliche Bedeutung für die Entwicklung des nördlichen Tasmaniens.
Aluminiumhütten sind industrielle Großanlagen, die in der Schmelzelektrolyse unter hohem Energieaufwand Aluminium aus Aluminiumoxid herstellen. Im Hall-Héroult-Prozess wird aus Aluminiumoxid reines Aluminium über die Schmelzflusselektrolyse gewonnen. Dabei wird Aluminium mit einer Schmelztemperatur von 2045 °C mit Kryolith vermischt, um die Schmelztemperatur zu senken. In diesem Prozess kann die Schmelztemperatur auf 950 °C gesenkt werden, was die Elektrolyse ermöglicht. Diese Aluminiumhütte, ist wie alle derartigen Hütten 365 Tage in Betrieb und kann nicht abgeschaltet werden.